# Niki (miasto)
Niki (jap. 仁木町 Niki-chō) – miasto w Japonii, w prefekturze Hokkaido, w podprefekturze Shiribeshi. Według danych na rok 2020 miejscowość zamieszkiwało 3 180 mieszkańców , a gęstość zaludnienia wyniosła 18,9 os./km².